# ブリティッシュ・エアウェイズ5390便不時着事故
ブリティッシュ・エアウェイズ5390便不時着事故（ブリティッシュ・エアウェイズ5390びんふじちゃくじこ、英語: British Airways Flight 5390）は、1990年6月10日にイギリスで発生した航空事故。事故を起こしたブリティッシュ・エアウェイズ5390便はイングランドのバーミンガム空港からスペインのマラガ空港への便であった。
不適切に装着されていた操縦席の窓ガラスが吹き飛んで、機長の半身が機外へ吸い出され、機内は急激な減圧にあった。運航乗員は、死者を出すこと無くサウサンプトン空港に緊急着陸した。

## 事故当日のブリティッシュ・エアウェイズ5390便
- 使用機材：BAC 1-11・528FL（登録記号G-BJRT）
- コールサイン：スピードバード（Speed Bird） 5390
- 予定フライトプラン：イギリス・イングランド、バーミンガム国際空港発スペイン、マラガ＝コスタ・デル・ソル空港行
- 乗客：81名
- 乗務員は以下の通り6名
  - 機長：ティム・ランカスター
  - 副操縦士：アラステア・アチソン
  - 客室乗務員：スーザン・プライス　ナイジェル・オグデン　他2名

## 詳細
5390便は、現地時刻7時20分にバーミンガムを離陸した。副操縦士のアチソンが通常の離陸を担当し、安定した上昇の中で機長のランカスターに操縦を替わっている。その後機長・副操縦士とも肩ベルトを外し、機長は腰のベルトも緩めた。
7時33分、客室乗務員は食事の準備を始めた。当該機がオックスフォードシャー・ディドコット上空17,400フィート (5,300 m)まで上昇した時、突然の破裂音とともに機長席側の窓ガラスが吹き飛び、機内に霧が充満した。急減圧により、腰ベルトを外していたランカスター機長は頭から操縦席の外に吸い出され、膝が操縦桿に引っ掛かった。彼の体は上半身は機外、脚のみ機内という状態になった。操縦席の扉は、通信、操縦卓の上に吹き飛ばされ、客室から紙や破片などがコックピットに吹き込んだ。
機長の足で操縦桿が押し込まれた状態になったため、自動操縦が自動的に解除され、機体は急降下し始めた。操縦席の異変に客室乗務員のナイジェル・オグデンが駆けつけ、機長のベルトを腕で掴み確保した。客室乗務員のスーザン・プライスは他の乗務員1名とともに乗客を鎮め、不安定なものを固定し、緊急体制をとった。その時、機長は345マイル毎時 (555 km/h)の気流に曝され、-17℃の外気温と希薄な空気のため気絶しかけていた。
機長が機外に半身を放り出されたため、その後は、本来2人で行う通信と操縦の業務をアチソン副操縦士が1人で行うことになる。機内では急減圧が発生していたが、同機には全員分の酸素マスクが無かったので、副操縦士は機体を緊急降下させて酸素濃度を確保し、自動操縦を再稼働させ、それから緊急信号（メーデー）を発した。しかし、激しく吹き込む気流のため、航空管制からの返答を聞き取れなかった。このため意思疎通に手間取り、ブリティッシュ・エアウェイズへの通報が遅れ、結果的に同社の緊急手順マニュアル(EPIC: Emergency Procedure Information Centre)の適用も遅れた。
オグデンは機長を保持していたが、凍傷と挫傷と疲労が重なって限界に近づいたため、他の2名の乗務員が交代した。その時までに機長はさらに6–8インチ (15–20 cm)ほどはみだしていた。操縦室からは左の窓から機長の胴体と頭が見えた。ランカスター機長の顔面は絶えず風防に打ち付けられていたが、その間目が開いたままで瞬きもしないので、クルーは彼が既に死んでいると思った。しかし彼を放すと左エンジンに吸い込まれ、空中分解やエンジンの火災を招く恐れがあったため、アチソンはクルーに対し、機長を放さないよう命じた。
その後アチソンは、どうにか航空管制からサウサンプトンへの着陸許可を得ることができ、客室乗務員は機長の足を操縦桿から外して残りの飛行の間中支え続けた。7時55分、ブリティッシュ・エアウェイズ5390便はサウサンプトン空港滑走路02へ無事着陸。乗客は速やかに前後の階段から降機し、機長も救急隊員に確保された。

## 怪我
この事故で死者は出なかった。周りが驚いたことにランカスターも生きており、サウサンプトン総合病院へ運ばれ、凍傷、挫傷、ショックに併せ、右腕、左拇指、右手首の骨折の診断を受けた。客室乗務員のオグデンは肩を脱臼し顔と左目に凍傷を負った。これ以外の怪我人はなく、ランカスターも事故から5ヶ月未満で業務に復帰した。復帰後は定年退職まで勤務し、定年後はイージージェットに勤務した。

## 原因
事故機は、飛行の27時間前に操縦室の窓ガラスが交換されていたが、取り付け部の固定ネジに規格外の物が使用されていた。窓ガラス固定ネジ90本の内84本の直径が規程の物より0.66mm小さく、他の6本は長さが2.5mm短かった。このため取り付け部の強度が不足し、飛行中の内外の気圧差によって窓ガラスが脱落した。このボルト自体は事故の数年前から誤った直径の物が使われていたが、長さが足りていたため事故は起きていなかった。しかしガラス交換の際に整備士がマニュアルを確認せず、既存のボルトと目測で比較して、同じ直径かつ長さの短いものを取り付けたことで事故が発生した。当時のバーミンガム国際空港では、過密な勤務状況から離陸時間に間に合わせるため、独自に省略した整備手順が横行していた。
また、与圧されている航空機の窓ガラスが外方から固定されていると、内方から固定されているよりも取り付け部に負荷がかかり、これは航空機の設計としては不適切なものであった。また、整備が適切に行われていたかどうかの確認が行われていなかったことにより、規格外のネジの使用を発見することができなかった。

## 安全勧告
最終報告書にて、以下の提言がなされた。

### ブリティッシュ・エアウェイズ側
- 整備部品の管理体系の再考と、方針伝達、意思疎通の徹底
- 整備監督者に対して、整備仕様書と技術専門レベルの再教育
- 整備担当者からの詳しい聞き取り調査と作業基準の再考

### イギリス民間航空局側
- 航空機の、安全上重要な作業の認定についての再考
- FOI 7 の実地検分の目的と範囲の再考
- 整備士の再教育と再試験の検討
- 航空機整備の際、医師による矯正用眼鏡の使用の確認。
- 航空管制資格の取得にあたっての、緊急時の対応理論と実際の訓練の実施

## 映像化
- メーデー!:航空機事故の真実と真相 第2シーズン第1話「BLOW OUT」

## 類似事故
2003年1月5日、プラハに向かっていたベラルーシの国立航空会社であるベラヴィアのヤコヴレフYak-40型機がチェコ領空を飛行中、突然コックピットのフロントガラスが粉々に砕け散った。これに対しチェコ空軍機2機が同機をプラハのルズィニエ国際空港まで誘導し、無事着陸することに成功した。
2018年5月14日、重慶からラサに向かっていた四川航空8633便が成都の100-150キロ付近を飛行中、コックピットの窓が外れ副操縦士の上半身が機外に吸い出され、機は成都双流国際空港に緊急着陸した。副操縦士が顔と腰を負傷したほか、29人が病院で手当を受けた。
2020年1月18日、成田空港で上海行き日本航空873便が離陸滑走中、コックピット機長席正面窓ガラスにクモの巣状のヒビが入った。機は直ちに離陸を中止後、自走して搭乗口に引き返した。乗客乗員79人にけがはなかった。